# Мегабајт
Мегабајт се користи као јединица мере података у рачунарству и износи било 1000 или 1024 килобајта, што зависно од интерпретације може да буде:
- 1.000.000 бајта (106, милион) — по СИ систему
- 1.024.000 бајта (1024×1000 или 1000×1024) — неконзистентно али употребљено за капацитете неких дискета
- 1.048.576 бајта (220 = 1024×1024) — по „бинарним“ умношцима (мебибајт)